# 1912年ストックホルムオリンピックの陸上競技
1912年ストックホルムオリンピックの陸上競技（1912ねんストックホルムオリンピックのりくじょうきょうぎ）は、1912年7月6日から7月15日までの競技日程で実施された。

## 概要
男子のみ30種目で争われた。

## 競技結果
| 種目                 | 金 | 金         | 銀 | 銀         | 銅 | 銅         |
| -------------------- | --- | ---------- | --- | ---------- | --- | ---------- |
| 100m                 | ラルフ・クレイグ アメリカ合衆国 (USA)                                                                    | 10秒8      | アルヴァ・メイヤー アメリカ合衆国 (USA)                                                                   | 10秒9      | ドナルド・リッピンコット アメリカ合衆国 (USA)                                                                 | 10秒9      |
| 200m                 | ラルフ・クレイグ アメリカ合衆国 (USA)                                                                    | 21秒7      | ドナルド・リッピンコット アメリカ合衆国 (USA)                                                             | 21秒8      | ウィリアム・アップルガース イギリス (GBR)                                                                     | 22秒0      |
| 400m                 | チャールズ・レイドパス アメリカ合衆国 (USA)                                                              | 48秒2      | ハンス・ブラウン ドイツ (GER)                                                                             | 48秒3      | エドワード・リンドバーグ アメリカ合衆国 (USA)                                                                 | 48秒4      |
| 800m                 | テッド・メレディス アメリカ合衆国 (USA)                                                                  | 1分51秒9   | メルビン・シェパード アメリカ合衆国 (USA)                                                                 | 1分52秒0   | イラ・ダベンポート アメリカ合衆国 (USA)                                                                       | 1分52秒0   |
| 1500m                | アーノルド・ジャクソン イギリス (GBR)                                                                    | 3分56秒8   | アベル・キヴィアット アメリカ合衆国 (USA)                                                                 | 3分56秒9   | ノーマン・テーバー アメリカ合衆国 (USA)                                                                       | 3分56秒9   |
| 5000m                | ハンネス・コーレマイネン フィンランド (FIN)                                                              | 14分36秒6  | ジャン・ブワン フランス (FRA)                                                                             | 14分36秒7  | ジョージ・ハトソン イギリス (GBR)                                                                             | 15分07秒6  |
| 10000m               | ハンネス・コーレマイネン フィンランド (FIN)                                                              | 31分20秒8  | ルイス・テワニマ アメリカ合衆国 (USA)                                                                     | 32分06秒6  | アルビン・ステンロース フィンランド (FIN)                                                                     | 32分21秒8  |
| マラソン             | ケネス・マッカーサー 南アフリカ (RSA)                                                                    | 2:36:54    | クリスチャン・ギッシャム 南アフリカ (RSA)                                                                 | 2:37:52    | ガストン・ストロビーノ アメリカ合衆国 (USA)                                                                   | 2:38:42    |
| 110mハードル         | フレデリック・ケリー アメリカ合衆国 (USA)                                                                | 15秒1      | ジェームズ・ウェンデル アメリカ合衆国 (USA)                                                               | 15秒2      | マーチン・ホーキンス アメリカ合衆国 (USA)                                                                     | 15秒3      |
| 4x100mリレー         | イギリス デビッド・ジェイコブズ ヘンリー・マッキントッシュ ビクター・ダーシー ウィリアム・アップルガース | 42秒4      | スウェーデン イヴァン・メッレル チャーレス・ルーテル トゥーレ・ペーション クヌート・リンドベリ            | 42秒6      | 該当チームなし                                                                                                |            |
| 4x400mリレー         | アメリカ合衆国 メルビン・シェパード エドワード・リンドバーグ テッド・メレディス チャールズ・レイドパス   | 3分16秒6   | フランス シャルル・ルロン ロベール・シュレ ピエール・ファリオ シャルル・プルナール                        | 3分20秒7   | イギリス ジョージ・ニコル アーネスト・ヘンリー ジェームズ・サター シリル・シードハウス                        | 3分23秒2   |
| 3000m団体            | アメリカ合衆国 テル・バーナ ジョージ・ボンハーグ アベル・キヴィアット ルイ・スコット ノーマン・テーバー  | 9点        | スウェーデン トーリルド・オルソン エルンスト・ウィデ ブロル・フォック ヨン・ザンデル ニルス・フリュクバリ | 13点       | イギリス ウィリアム・コットリル ジョージ・ハトソン ウィリアム・ムーア エドワード・オーウェン シリル・ポーター | 23点       |
| 10km競歩             | ジョージ・グールディング カナダ (CAN)                                                                    | 46分28秒4  | アーネスト・ウェブ イギリス (GBR)                                                                         | 46分50秒4  | フェルナンド・アルティマーニ イタリア (ITA)                                                                   | 46分37秒6  |
| クロスカントリー個人 | ハンネス・コーレマイネン フィンランド (FIN)                                                              | 45分11秒6  | ヒャルマル・アンデション スウェーデン (SWE)                                                               | 45分44秒8  | ヨーン・エーケ スウェーデン (SWE)                                                                             | 46分37秒6  |
| クロスカントリー団体 | スウェーデン ヒャルマル・アンデション ヨーン・エーケ ヨセフ・テルンストレーム                            | 10点       | フィンランド ハンネス・コーレマイネン ヤルマリ・エスコラ アルビン・ステンロース                           | 11点       | イギリス フレデリック・ヒビンズ アーネスト・グローバー トーマス・ハンフリーズ                                 | 49点       |
| 走幅跳               | アルバート・ガターソン アメリカ合衆国 (USA)                                                              | 7m60cm     | カルビン・ブリッカー カナダ (CAN)                                                                         | 7m21cm     | イェーオリ・オーベリ スウェーデン (SWE)                                                                       | 7m18cm     |
| 立ち幅跳び           | コンスタンティノス・ツィクリティラス ギリシャ (GRE)                                                      | 3m37cm     | プラット・アダムス アメリカ合衆国 (USA)                                                                   | 3m36cm     | ベンジャミン・アダムス アメリカ合衆国 (USA)                                                                   | 3m28cm     |
| 三段跳               | グスタフ・リンドブロム スウェーデン (SWE)                                                                | 14m76cm    | イェーオリ・オーベリ スウェーデン (SWE)                                                                   | 14m51cm    | エリック・アルムレーブ スウェーデン (SWE)                                                                     | 14m17cm    |
| 走高跳               | アルマ・リチャーズ アメリカ合衆国 (USA)                                                                  | 1m93cm     | ハンス・リーシェ ドイツ (GER)                                                                             | 1m91cm     | ジョージ・ホーリン アメリカ合衆国 (USA)                                                                       | 1m89cm     |
| 立ち高跳び           | プラット・アダムス アメリカ合衆国 (USA)                                                                  | 1m63cm     | ベンジャミン・アダムス アメリカ合衆国 (USA)                                                               | 1m60cm     | コンスタンティノス・ツィクリティラス ギリシャ (GRE)                                                           | 1m55cm     |
| 棒高跳               | ハリー・バブコック アメリカ合衆国 (USA)                                                                  | 3m95cm     | フランク・ネルソン アメリカ合衆国 (USA)                                                                   | 3m85cm     | ウィリアム・ハルペニー カナダ (CAN)                                                                           | 3m80cm     |
| 棒高跳               | ハリー・バブコック アメリカ合衆国 (USA)                                                                  | 3m95cm     | フランク・ネルソン アメリカ合衆国 (USA)                                                                   | 3m85cm     | フランク・マーフィー アメリカ合衆国 (USA)                                                                     | 3m80cm     |
| 棒高跳               | ハリー・バブコック アメリカ合衆国 (USA)                                                                  | 3m95cm     | マーカス・ライト アメリカ合衆国 (USA)                                                                     | 3m85cm     | | 3m80cm     |
| 棒高跳               | ハリー・バブコック アメリカ合衆国 (USA)                                                                  | 3m95cm     | ベルティル・ウグラ スウェーデン (SWE)                                                                     | 3m85cm     | | 3m80cm     |
| 砲丸投               | パトリック・マクドナルド アメリカ合衆国 (USA)                                                            | 15m34cm    | ラルフ・ローズ アメリカ合衆国 (USA)                                                                       | 15m25cm    | ローレンス・ホイットニー アメリカ合衆国 (USA)                                                                 | 13m93cm    |
| 砲丸両手投げ         | ラルフ・ローズ アメリカ合衆国 (USA)                                                                      | 27m70cm    | パトリック・マクドナルド アメリカ合衆国 (USA)                                                             | 27m53cm    | エルマー・ニクランダー フィンランド (FIN)                                                                     | 27m14cm    |
| 円盤投               | アルマス・タイパレ フィンランド (FIN)                                                                    | 45m21cm    | リチャード・バード アメリカ合衆国 (USA)                                                                   | 42m32cm    | ジェームズ・ダンカン アメリカ合衆国 (USA)                                                                     | 42m28cm    |
| 円盤両手投げ         | アルマス・タイパレ フィンランド (FIN)                                                                    | 82m86cm    | エルマー・ニクランダー フィンランド (FIN)                                                                 | 77m96cm    | エミール・マグヌッソン スウェーデン (SWE)                                                                     | 77m37cm    |
| ハンマー投           | マット・マクグラス アメリカ合衆国 (USA)                                                                  | 54m74cm    | ダンカン・ギリス カナダ (CAN)                                                                             | 48m39cm    | クラレウス・チャイルズ アメリカ合衆国 (USA)                                                                   | 48m17cm    |
| やり投               | エリック・レミング スウェーデン (SWE)                                                                    | 60m64cm    | ユーホ・サーリスト フィンランド (FIN)                                                                     | 58m66cm    | コーツァーン・モール ハンガリー (HUN)                                                                         | 55m50cm    |
| やり両手投げ         | ユーホ・サーリスト フィンランド (FIN)                                                                    | 109m42cm   | ヴェイネ・シーカニエミ フィンランド (FIN)                                                                 | 101m13cm   | ウルホ・ペルトネン フィンランド (FIN)                                                                         | 100m24cm   |
| 五種競技             | ジム・ソープ アメリカ合衆国 (USA)                                                                        | 7点        | フェルディナンド・ビー ノルウェー (NOR)                                                                   | 21点       | フランク・リュークマン カナダ (CAN)                                                                           | 29点       |
| 五種競技             | ジム・ソープ アメリカ合衆国 (USA)                                                                        | 7点        | ジェームス・ドナヒュー アメリカ合衆国 (USA)                                                               | 29点       | フランク・リュークマン カナダ (CAN)                                                                           | 29点       |
| 十種競技             | ジム・ソープ アメリカ合衆国 (USA)                                                                        | 8412.955点 | フーゴ・フィースランデル スウェーデン (SWE)                                                               | 7724.495点 | イェスタ・ホルメル スウェーデン (SWE)                                                                         | 7347.855点 |
| 十種競技             | ジム・ソープ アメリカ合衆国 (USA)                                                                        | 8412.955点 | チャーレス・ロンベリ スウェーデン (SWE)                                                                   | 7413.510点 | イェスタ・ホルメル スウェーデン (SWE)                                                                         | 7347.855点 |

## 各国メダル数
| 順 | 国・地域             | 金 | 銀 | 銅 | 計 |
| -- | -------------------- | -- | -- | -- | -- |
| 1  | アメリカ合衆国 (USA) | 16 | 14 | 12 | 42 |
| 2  | フィンランド (FIN)   | 6  | 4  | 3  | 13 |
| 3  | スウェーデン (SWE)   | 3  | 6  | 6  | 15 |
| 4  | イギリス (GBR)       | 2  | 1  | 5  | 8  |
| 5  | カナダ (CAN)         | 1  | 2  | 2  | 5  |
| 6  | 南アフリカ (RSA)     | 1  | 1  | 0  | 2  |
| 7  | ギリシャ (GRE)       | 1  | 0  | 1  | 2  |
| 8  | フランス (FRA)       | 0  | 2  | 0  | 2  |
| 8  | ドイツ (GER)         | 0  | 2  | 0  | 2  |
| 10 | ノルウェー (NOR)     | 0  | 1  | 0  | 1  |
| 11 | ハンガリー (HUN)     | 0  | 0  | 1  | 1  |
| 11 | イタリア (ITA)       | 0  | 0  | 1  | 1  |